# Ian Kershaw
Ian Kershaw (Oldham, Lancashire, 29 de abril de 1943) es un historiador británico destacado por sus biografías de Adolf Hitler.

## Biografía
Kershaw nació en una familia católica en Oldham, Lancashire, Inglaterra, cuyos padres fueron Joseph Kershaw y Alice Robinson.
Recibió educación en el St Bede's College, Manchester y las universidades de Liverpool y Oxford. Comenzó como medievalista, pero en la década de 1970 se volcó sobre el estudio de la historia alemana.
Es profesor en la Universidad de Sheffield. Es el discípulo más importante del historiador de la RFA Martin Broszat. Kershaw trabajó como historiador de consulta en numerosos documentales de la BBC, destacando Los nazis: una advertencia de la Historia y La Guerra del Siglo. Imparte un curso sobre el estado nazi y otro titulado «Alemanes contra Hitler».
Kershaw se formó originalmente como un medievalista, pero se dedicó al estudio de la moderna historia social alemana en la década de 1970. En un primer momento, Kershaw se refería principalmente a la historia económica de Bolton Abbey. Como profesor de Historia Medieval de Mánchester, Kershaw aprendió alemán para estudiar el campesinado alemán en la Edad Media.

## Proyecto Baviera
En 1972, Kershaw visitó Baviera y se sorprendió al escuchar, de boca de un anciano que encontró en un café, comentarios del tipo «Vosotros los ingleses sois tontos; si os hubiérais aliado con nosotros, juntos podríamos haber derrotado al bolchevismo y ahora dominaríamos la Tierra...», o «¡El judío es un piojo!». Como resultado de este incidente, Kershaw se interesó en aprender cómo y por qué la gente corriente de Alemania podría apoyar el nacionalsocialismo.
Como resultado de esto, publicó en 1980 su primer libro sobre la Alemania nazi, El mito de Hitler: imagen y realidad en el Tercer Reich, que sería publicado en alemán por primera vez en 1980 con el título Der Hitler-Mythos: Volksmeinung und Propaganda im Dritten Reich. Este libro analizaba el «culto a Hitler» en Alemania, cómo fue desarrollado por Joseph Goebbels, a qué grupos sociales iba dirigido, su auge y su decadencia.

## Obras publicadas
- Bolton Priory Rentals and Ministers; Accounts, 1473-1539, (ed.) (Leeds, 1969)
- Bolton Priory. The Economy of a Northern Monastery, (Oxford, 1973)
- Popular Opinion and Political Dissent in the Third Reich. Bavaria, 1933-45, (Oxford, 1983, rev. 2002)
- The Nazi Dictatorship. Problems and Perspectives of Interpretation, (Londres, 1985, 4th ed., 2000) ISBN 0-340-76028-1
- The 'Hitler Myth'. Image and Reality in the Third Reich (Oxford, 1987, rev. 2001). ISBN 0-19-280206-2
- Weimar. Why did German Democracy Fail?, (ed.) (Londres, 1990) ISBN 0-312-04470-4
- Hitler: A Profile in Power, (Londres, 1991, rev. 2001)
- Stalinism and Nazism: Dictatorships in Comparison, (ed. con Moshe Lewin) (Cambridge, 1997) ISBN 0-521-56521-9
- Hitler, 1889-1936: Hubris, (Londres, 1998) ISBN 0-393-32035-9
- Hitler, 1936-1945: Nemesis, (Londres, 2000) ISBN 0-393-32252-1
- The Bolton Priory Compotus, 1286-1325, (ed. con David Smith) (Londres, 2001)
- Making Friends with Hitler: Lord Londonderry and the British Road to War, (Londres, 2004) ISBN 0-7139-9717-6

### Ediciones en español
- Hitler, los alemanes y la solución final (Madrid, La Esfera de los Libros 2009)
- El mito de Hitler: imagen y realidad en el Tercer Reich. Editorial Paidós. 2003. ISBN 9788449314889.
- Descenso a los infiernos: Europa 1914-1949 (Barcelona, Crítica 2016)
- Hitler: la biografía definitiva. Editorial Península. 2019. ISBN 9788499428048.